# Audition (雑誌)
『月刊Audition』（オーディション）は白夜書房より発行されているオーディション&芸能エンタテインメント情報誌である。毎月1日発売。1997年創刊。

## 概要
俳優・女優、歌手、タレント、モデル、劇団員、レースクイーンなどの募集情報のほか、タレントのインタビューなどを掲載。プロダクション100社前後が一斉に所属者オーディションを行う、『春の特別オーディション』と『秋の特別オーディション』を行っている。モバイル版公式サイト「速報!!オーディション&アイドルnavi」も運営している。